# The Lord of the Rings: The Return of the King
The Lord of the Rings: The Return of the King är ett 2003 action/hack 'n slash datorspel.
Spelet bygger på Peter Jacksons 2002-film Sagan om de två tornen och hans 2003-film Sagan om konungens återkomst, som släpptes strax efter filmen.